# Reggio Emilia
Reggio Emilia er hovedbyen i provinsen Reggio Emilia i Italien. Formelt hedder byen Reggio nell'Emilia, men det forkortes normalt til Reggio Emilia, eller uformelt blot  til Reggio.
Reggio Emilia ligger på Posletten nord for Appenninerne. Floden Crostolo løber gennem byen på sin vej fra Appenninerne til Po. Byen har 171.491 indbyggere pr. 31. december 2016.